# Simplon Express

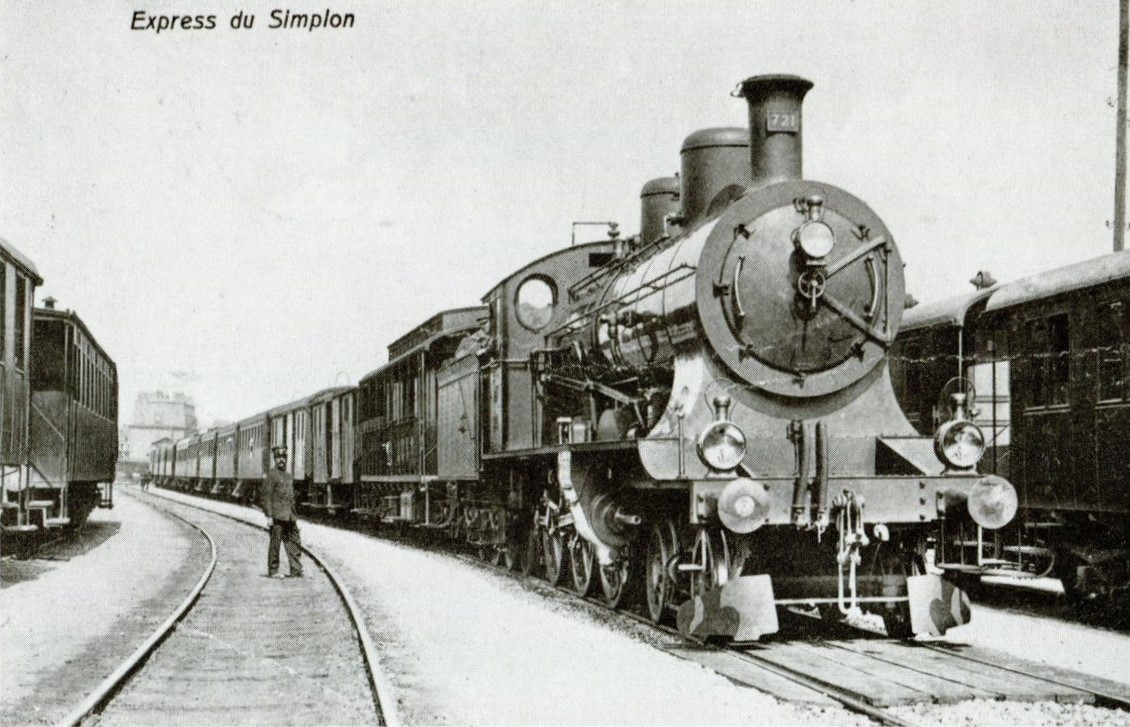
Simplon Express

De Simplon Express was een luxetrein op het traject Londen-Calais-Parijs- Simplon-Milaan-Venetië via de Simplontunnel. De rijtuigen waren van de Compagnie Internationale des Wagons-Lits (CIWL), de locomotieven van de plaatselijke spoorwegmaatschappijen. Tussen de Eerste en Tweede Wereldoorlog vormde de Simplon Express samen met de Oriënt-Express één trein onder de naam Simplon Oriënt-Express. De trein werd verder naar het oosten doorgetrokken naar Triëst om vervolgens in Joegoslavië bij Belgrado weer op het oorspronkelijke traject terug te keren. In 1961 is de trein onder de naam Cisalpin opgenomen in het Trans Europ Express-net.

## De route
De Simplonroute via de, in 1906 geopende, Simplontunnel vormt de kortste weg van Parijs naar Milaan en heeft van de Alpenroutes het laagste toppunt, zodat de treinen een forse klim kunnen vermijden.

## Oberland-Léman
Voordat de tunnel in 1906 gereed was heeft  Compagnie Internationale des Wagons-Lits op het reeds voltooide deeltraject Parijs-St. Maurice op 1 juli 1904 de Oberland-Léman Express in dienst genomen, met doorgaande rijtuigen naar Bern. In 1905 zijn de beide takken verlengd naar Brig aan de Zwitserse kant van de Simplontunnel en Interlaken in het Berner Oberland.
In 1906 is deze voorloper in de Simplon Express opgegaan. De tak naar het Berner Oberland is als zelfstandige Oberland Express voortgezet op de route Calais-Parijs-Interlaken.

## De luxetrein

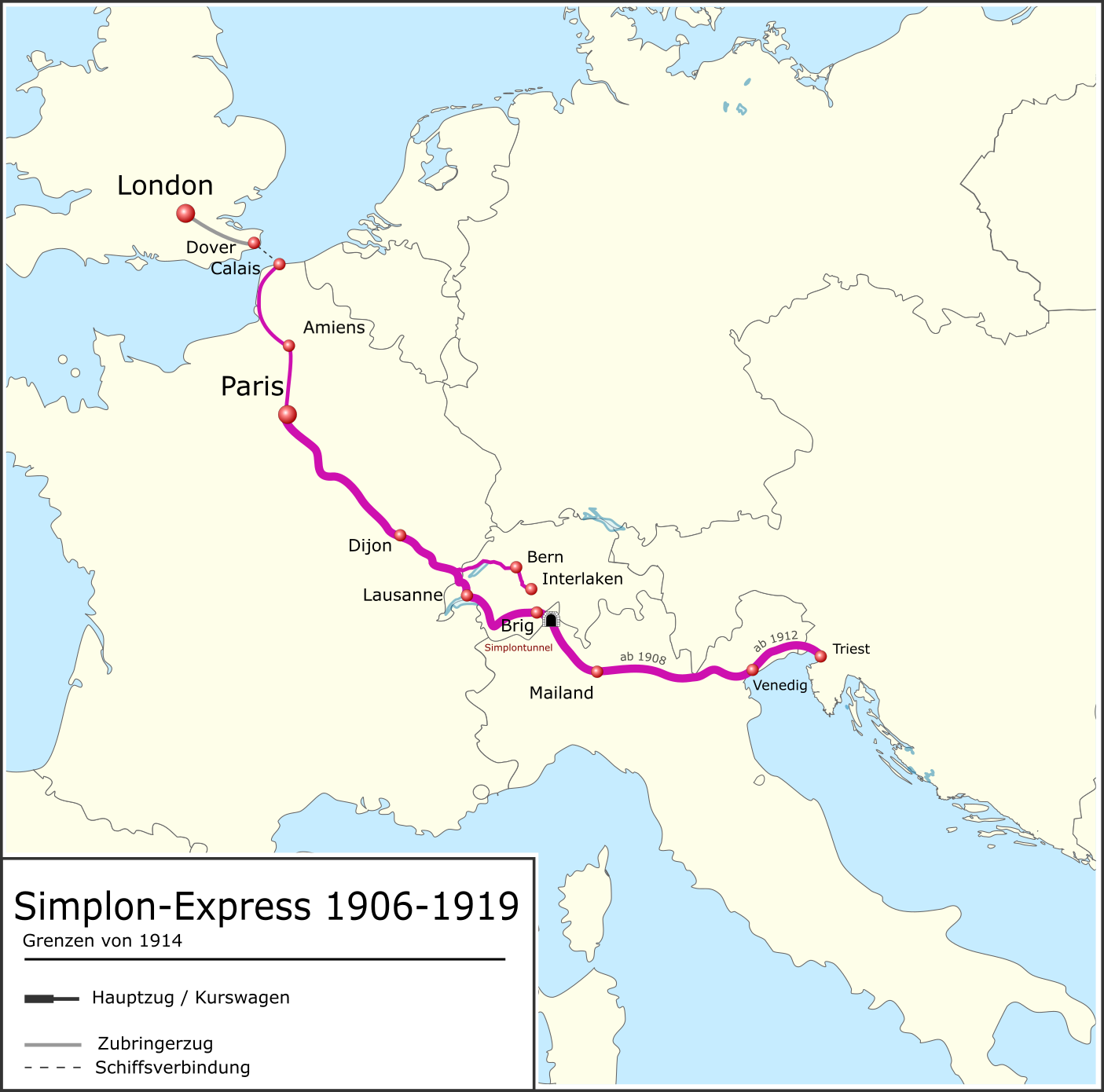
Simplon Express

De Simplon Express is op 7 juli 1906 door de  Compagnie Internationale des Wagons-Lits indienstgesteld op het traject Londen - Venetië, via de Simplontunnel. Het aanvankelijke idee om aan te takken op het traject van de Oriënt-Express ging niet door omdat Oostenrijk-Hongarije niet wilde meewerken aan het doortrekken van de Simplon Express op haar grondgebied. De heenreis vond plaats op maandag, woensdag en zaterdag, de terugreis op dinsdag, donderdag en zondag. Om 11:00 uur vertrok de trein uit Londen en via een overtocht over Het Kanaal bij Calais werd aan het begin van de avond Parijs bereikt. Om 20:30 uur werd koers gezet naar Italië, via Zwitserland werd de volgende middag om 12:55 uur Milaan bereikt en om 19:00 uur het eindpunt Venetië. De retourrit begon om 9:25 uur in Venetië, via Milaan om 16:25 uur en Zwitserland werd om 7:35 uur de volgende ochtend Parijs bereikt. Om 10:00 uur werd koers gezet naar Calais waar om 13:15 uur de oversteek naar Engeland begon, iets na vijven werd Londen bereikt.

### Route en Dienstregeling
| LV    | land                | station    | km | VL    |
| ----- | ------------------- | ---------- | -- | ----- |
| 11:00 | Verenigd Koninkrijk | Londen     |    | 17:12 |
| 14:55 | Frankrijk           | Calais     |    | 13:15 |
| 18:35 | Frankrijk           | Paris Nord |    | 10:00 |
| 18:40 | Frankrijk           | Paris-Nord |    | 09:35 |
| 19:14 | Frankrijk           | Paris PLM  |    | 08:55 |
| 20:30 | Frankrijk           | Paris PLM  |    | 07:35 |
| 12:35 | Italië              | Milaan     |    | 16:25 |
| 18:55 | Italië              | Venetië    |    | 09:25 |

In Zwitserland werd zowel via Lausanne als Bern en Genève gereden, waarbij na 1913 ook gebruikgemaakt werd van de Lötschbergbahn. In 1911 is de Simplon Express doorgetrokken tot Triëst

## Simplon Oriënt-Express

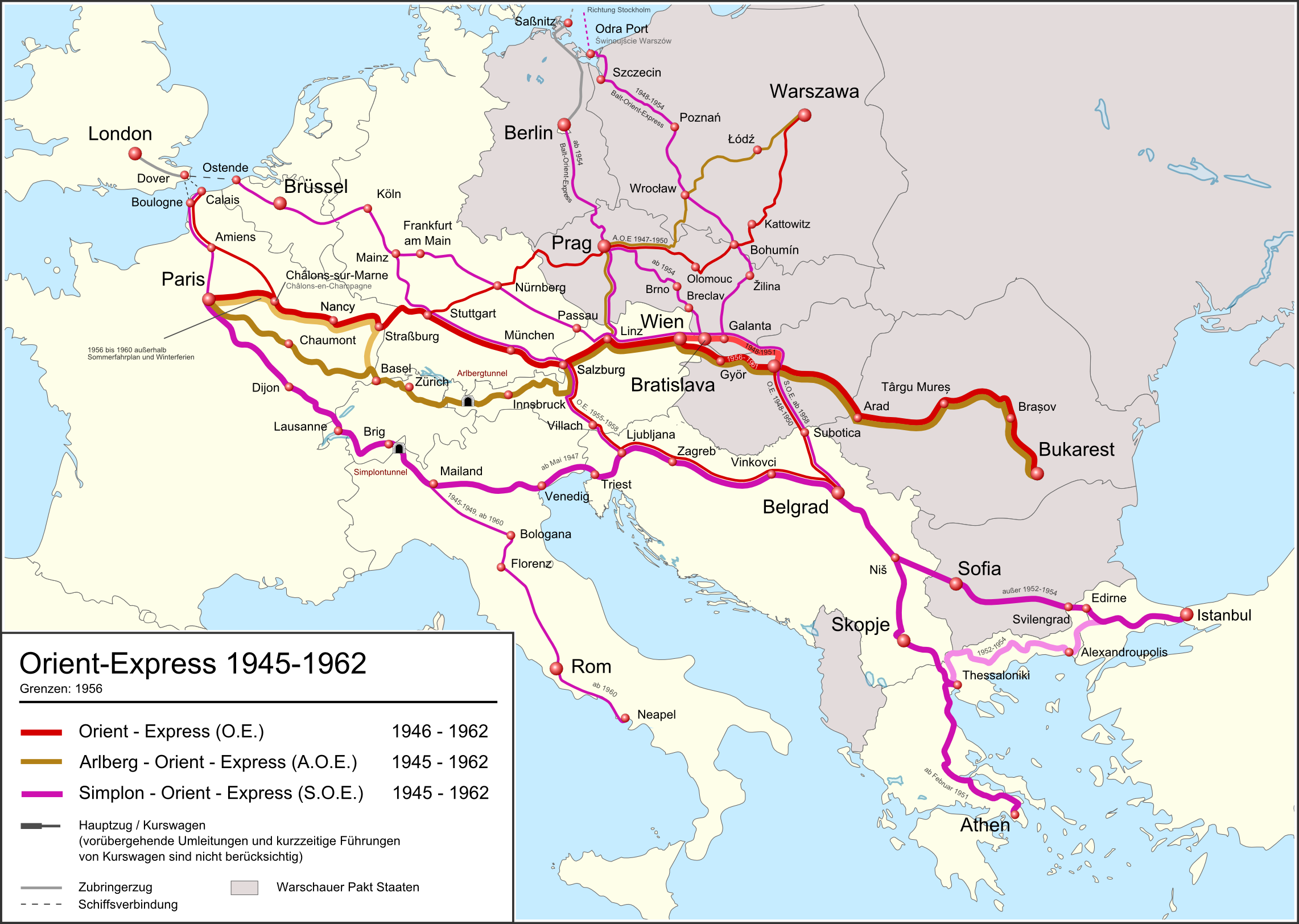
Diverse routes in de periode 1945-1962

Na de Eerste Wereldoorlog werden ook de treindiensten hervat. De CIWL mocht echter niet meer door Duitsland en Oostenrijk (MITROPA-gebied) rijden en moest dan ook op zoek naar een nieuwe route voor de Oriënt-Express. Inmiddels was Oostenrijk-Hongarije opgesplitst in meerdere onafhankelijke landen zodat het idee om de Simplon Express door te trekken naar het oosten alsnog kon worden uitgevoerd. De combinatie van de - doorgetrokken - Simplon Express en het zuidelijke deel van Oriënt-Express vormde samen de Simplon Oriënt-Express (paars op de kaart) die, buiten Duitsland en Oostenrijk om, de verbinding tussen Parijs en Istanbul verzorgde. De Franse spoorwegmaatschappij PLM liet op hetzelfde traject een "gewone" trein, de Direct Oriënt Express, rijden voor het goedkopere marktsegment. Na de Tweede Wereldoorlog werd de treindienst van de Simplon Oriënt-Express in 1946 hervat op het deeltraject Parijs - Venetië. Vanaf 1947 reed de trein weer helemaal door naar Istanboel. Vanaf februari 1951 werden ook rijtuigen voor Athene meegenomen. In 1952/53/54 werd Bulgarije gemeden. Het luxe marktsegment op het traject Parijs - Milaan - (Venetië) is in 1961 onder de naam Cisalpin opgenomen in het  Trans Europ Express-net. Vervolgens is in 1962 de luxetrein vervangen door een trein met twee klassen op het traject Parijs - Milaan en een trein met een beperkte dienst tussen Parijs en Istanbul onder de naam Direct Oriënt-Express.